# Ніцца (округ)
Округ Ніцца (фр. Arrondissement de Nice) — округ у Франції, в департаменті Приморські Альпи. 2023 року округ об'єднував 101 муніципалітет, населення становило 526 807 осіб.
Адміністративний центр (супрефектура) — Ніцца.

## Муніципалітети
Список муніципалітетів округу та їхні коди INSEE:
1. Антрон (06056)
2. Аскро (06005)
3. Аспремон (06006)
4. Бандежен (06014)
5. Бей (06016)
6. Бельведер (06013)
7. Бероль (06009)
8. Берр-лез-Альп (06015)
9. Блозаск (06019)
10. Больє-сюр-Мер (06011)
11. Бонсон (06021)
12. Босолей (06012)
13. Брей-сюр-Руая (06023)
14. Вальдеблор (06153)
15. Венансон (06156)
16. Віллар-сюр-Вар (06158)
17. Вільнев-д'Антрон (06160)
18. Вільфранш-сюр-Мер (06159)
19. Гійом (06071)
20. Горбйо (06067)
21. Далюї (06053)
22. Дра (06054)
23. Дюраню (06055)
24. Ез (06059)
25. Жилетт (06066)
26. Ізола (06073)
27. Ілонс (06072)
28. Кантарон (06031)
29. Кап-д'Ай (06032)
30. Кастаньє (06034)
31. Кастеллар (06035)
32. Кастійон (06036)
33. Клан (06042)
34. Коараз (06043)
35. Коломар (06046)
36. Конт (06048)
37. Кюебрі (06052)
38. Ла-Боллен-Везюбі (06020)
39. Ла-Бриг (06162)
40. Ла-Круа-сюр-Рудуль (06051)
41. Ла-Пенн (06093)
42. Ла-Рокетт-сюр-Вар (06109)
43. Ла-Триніте (06149)
44. Ла-Тур (06144)
45. Ла-Тюрбі (06150)
46. Лантоск (06074)
47. Леванс (06075)
48. Л'Ескарен (06057)
49. Люсерам (06077)
50. Льєш (06076)
51. Малоссен (06078)
52. Марі (06080)
53. Массуен (06082)
54. Ментона (06083)
55. Муліне (06086)
56. Ніцца (06088)
57. Овар (06008)
58. Пей (06091)
59. Пейон (06092)
60. Пеон (06094)
61. П'єрла (06096)
62. П'єррфе (06097)
63. Пюже-Ростан (06098)
64. Пюже-Теньє (06099)
65. Ревест-ле-Рош (06100)
66. Ремпла (06102)
67. Риго (06101)
68. Рокбійєр (06103)
69. Рокбрюн-Кап-Мартен (06104)
70. Рокстерон (06106)
71. Рубйон (06110)
72. Рур (06111)
73. Саорж (06132)
74. Сен-Блез (06117)
75. Сен-Дальма-ле-Сельваж (06119)
76. Сен-Жан-Кап-Ферра (06121)
77. Сен-Леже (06124)
78. Сен-Мартен-д'Антрон (06125)
79. Сен-Мартен-дю-Вар (06126)
80. Сен-Мартен-Везюбі (06127)
81. Сен-Совер-сюр-Тіне (06129)
82. Сент-Андре-де-ла-Рош (06114)
83. Сент-Антонен (06115)
84. Сент-Аньє (06113)
85. Сент-Етьєнн-де-Тіне (06120)
86. Сігаль (06135)
87. Соз (06133)
88. Соспель (06136)
89. Танд (06163)
90. Тудон (06141)
91. Туе-де-л'Ескарен (06142)
92. Туе-сюр-Вар (06143)
93. Туретт-дю-Шато (06145)
94. Турнефор (06146)
95. Турретт-Леванс (06147)
96. Тьєрі (06139)
97. Фалікон (06060)
98. Фонтан (06062)
99. Шатонеф-д'Антрон (06040)
100. Шатонеф-Вільв'єй (06039)
101. Ютель (06151)